# رمز مطار اتحاد النقل الجوي الدولي

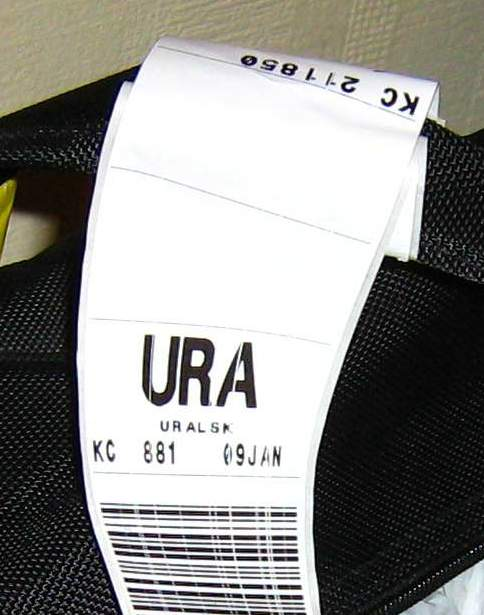
بطاقة أمتعة لرحلة متجهة إلى مطار أورال أك زول الذي رمزه "URA".

رمز الاتحاد الدولي للنقل الجوي للمطارات أو إياتا (بالإنجليزية: IATA station code) هو رمز لجميع المطارات حول العالم مكون من ثلاثة أحرف إنجليزية يحدده الاتحاد الدولي للنقل الجوي. تُعد الأحرف البارزة المعروضة على بطاقات الأمتعة المرفقة في مكاتب تسجيل الوصول بالمطار مثالاً على طريقة استخدام هذه الرموز.
يخضع تخصيص هذه الرموز لقرار الاتحاد الدولي للنقل الجوي رقم 763، الذي يديره المقر الرئيسي لاتحاد النقل الجوي الدولي في مونتريال. تنشر هذه الرموز نصف سنويًا في دليل IATA Airline Coding Directory.
يوفر اتحاد النقل الجوي الدولي رموزًا لكيانات المطارات، وكذلك لمحطات السكك الحديدية.

## مقالات ذات علاقة
- اتحاد النقل الجوي الدولي.
- رمز مطار منظمة الطيران المدني الدولي.